# Karl Rankl
Karl Rankl (1° de outubro de 1898 – 6 de setembro de 1968) foi um maestro e compositor britânico, nascido austríaco. Foi aluno dos compositores Schoenberg e Webern, tendo se apresentado em casas de ópera na Áustria, Alemanha e Checoslováquia até fugir do Nazismo refugiar-se na Inglaterra em 1939.
Rankl foi nomeado diretor musical da Covent Garden Opera Company em 1946, e a levou do nada até um nível no qual a companhia atraiu alguns dos mais conhecidos cantores de ópera como convidados. Em 1951, performances de condutores convidados, tais como Erich Kleiber e Sir Thomas Beecham estavam ofuscando o trabalho de Rankl, e ele se demitiu. Depois de cinco anos como regente da Scottish National Orchestra, ele foi nomeado diretor musical da companhia de ópera do Elizabethan Theatre Trust, o precursor de Opera Australia.
Em seus últimos anos, Rankl se concentrou em compor. Ao longo de sua carreira, ele tinha escrito uma série de sinfonias e outras obras, incluindo uma ópera. Suas sinfonias foram gentilmente recebidas, mas não entraram no repertório orquestral regular. A ópera nunca foi executada.